# Alan Menken
Alan Irwin Menken, född 22 juli 1949 i New York, är en amerikansk kompositör av filmmusik, främst till animerad film, och i huvudsak för Disney.
Menken samarbetade med textförfattaren Howard Ashman fram till 1992. När Ashman avled under produktionen av Aladdin ryckte Tim Rice in för att slutföra sångerna till filmen, och sedan dess har Menken/Rice skrivit musiken till flera av Disneys filmer - dock huvudsakligen spelfilm.
Utöver filmmusik har han sedan 1977 även komponerat musik till ett flertal musikaler - däribland live-versionerna av "Skönheten och Odjuret" och "Ringaren i Notre Dame". 
Idag lever Menken och hustrun Janis, en före detta professionell balettdansare, tillsammans med sina två döttrar Anna och Nora i norra New York.

## Filmografi (i urval)
- 1986 – Little Shop of Horrors
- 1989 – Den lilla sjöjungfrun
- 1990 – Rocky V
- 1991 – Skönheten och odjuret
- 1992 – Newsies
- 1992 – Aladdin
- 1995 – Pocahontas
- 1996 – Ringaren i Notre Dame
- 1997 – Herkules
- 2004 – Kogänget
- 2007 – Förtrollad
- 2010 – Trassel
- 2011 – Captain America: The First Avenger
- 2012 – Spegel, spegel
- 2017 – Trassel: Serien (TV-serie)
- 2017 – Skönheten och odjuret
- 2018 – Röjar-Ralf kraschar internet
- 2019 – Aladdin
- 2022 – Avförtrollad
- 2023 – Den lilla sjöjungfrun
- 2024 – Förtrollningen

## Oscars
Menken har hittills tagit hem åtta Oscarsstatyetter, samt varit nominerad för ytterligare tre. Utöver detta har han även fått ta emot åtta Golden Globes.
1986
- Nominering - bästa sång (tillsammans med Howard Ashman) - "Mean Green Mother from Outer Space", från Little Shop of Horrors.

1989
- Vinst - Original Score - Den lilla sjöjungfrun.
- Vinst - bästa sång (med Ashman) - "Under the Sea" (Havet är djupt) från Den lilla sjöjungfrun
- Nominering - bästa sång (med Ashman) - "Kiss the Girl" (Ta en kyss) från Den lilla sjöjungfrun

1991 
- Vinst - Original Score - Skönheten och Odjuret
- Vinst - bästa sång (med Ashman) - "Beauty and the Beast" (Skönheten och Odjuret) från Skönheten och Odjuret
- Nominering - bästa sång (med Ashman) - "Belle" (Belle) från Skönheten och Odjuret
- Nominering - bästa sång (med Ashman) - "Be Our Guest" (Bli vår gäst) från Skönheten och Odjuret

1992 
- Vinst - Original Score - Aladdin
- Vinst - bästa sång (med Tim Rice) -  "A Whole New World" (En helt ny värld) från Aladdin
- Nominering - bästa sång (med Ashman) - "Friend Like Me" (En vän som jag) från Aladdin

1995 
- Vinst - Original Musical or Comedy Score (med Stephen Schwartz) - Pocahontas
- Vinst - bästa sång (med Schwartz) - "Colors of the Wind" (Färger i en vind) från Pocahontas

1996 
- Nominering - Original Musical or Comedy Score (med Schwartz) - Ringaren i Notre Dame

1997 
- Nominering - bästa sång (med David Zippel) - "Go the Distance" (Jag kan klara av det) från Hercules

2007
- Nominering - bästa sång (med Schwartz) - "Happy Working Song" från Förtrollad
- Nominering - bästa sång (med Schwartz) - "So Close" från Förtrollad
- Nominering - bästa sång (med Schwartz) - "That's How You Know" från Förtrollad

2010
- Nominering - bästa sång (med Glenn Slater) - "I See the Light" (Nu när jag ser dig) från Trassel